# Bob Dole
Robert Joseph Dole (Russell, Kansas; 22 de julio de 1923-Washington D. C., 5 de diciembre de 2021) fue un político y escritor estadounidense. Senador por el estado de Kansas (1969-1996) y candidato del Partido Republicano a la presidencia de Estados Unidos en las elecciones presidenciales de 1996.

## Biografía

### Primeros años
Nació y creció en  Russell (Kansas) durante la Gran Depresión. Tuvo que trabajar en una tienda local hasta que en 1941 ingresó en la Universidad de Kansas, donde destacó como atleta. Retomó sus estudios en 1948 en la Universidad de Arizona y en 1952 se licenció en Derecho por la Washburn University. Dos años antes había iniciado su carrera política al haber sido elegido para la Asamblea Estatal de Kansas con sólo veintisiete años. Tras licenciarse fue elegido fiscal del condado de Russell (Kansas) (1952-1960).

### Miembro de la Cámara de Representantes (1961-1969)
En 1960, aprovechando su popularidad como fiscal del condado, decidió presentarse al Congreso por el Partido Republicano. Fue elegido miembro de la Cámara de Representantes de Estados Unidos por el 4.º Distrito de Kansas. Reelegido en 1962, 1964 y 1966.
En sus ocho años como congresista (1961-1969), Bob Dole ejerció de combativo republicano conservador, con una actividad muy orientada hacia los intereses rurales de su distrito, oponiéndose a gran parte de los proyectos del programa Gran Sociedad del presidente Lyndon Johnson. Votó en contra del 'Economic Opportunity Act' y del 'Urban Mass Transportation Act'. Por el contrario, apoyó decididamente la 'Civil Rights Act' de 1964 y toda la legislación relativa al desarrollo de los derechos civiles.

### Senador por Kansas (1969-1996)

Dole en una reunión con el presidente Nixon en 1969.

En 1968 fue elegido Senador por Kansas, tras la retirada del senador Frank Carlson. Tras esta primera elección al Senado, Bob Dole sería reelegido cuatro veces más en 1974, 1980, 1986 y 1992.
Durante sus casi tres décadas de servicio en el Senado se convertiría en una importante figura nacional. Un republicano moderado capaz de establecer puentes con conservadores y liberales. Apoyó programas de ayuda a discapacitados, y como representante de un estado de larga tradición granjera, apoyó ayudas federales para los granjeros. Medidas a las que se oponían los más conservadores. Pero con su apoyo inquebrantable a la Guerra de Vietnam y sus posiciones intransigentes en la lucha contra el crimen, también se ganó la confianza del ala derecha republicana.
Fue un hombre clave en las relaciones de la Administración Nixon con el Congreso. Nixon lo nombró presidente del Comité Nacional Republicano (1971-1973). Desde ese cargo tuvo una participación directa en la aplastante victoria de los republicanos en noviembre de 1972. También fue el republicano de más alto rango en el Comité de Agricultura del Senado (1975-1978) y en el Comité de Finanzas del Senado (1979-1981).

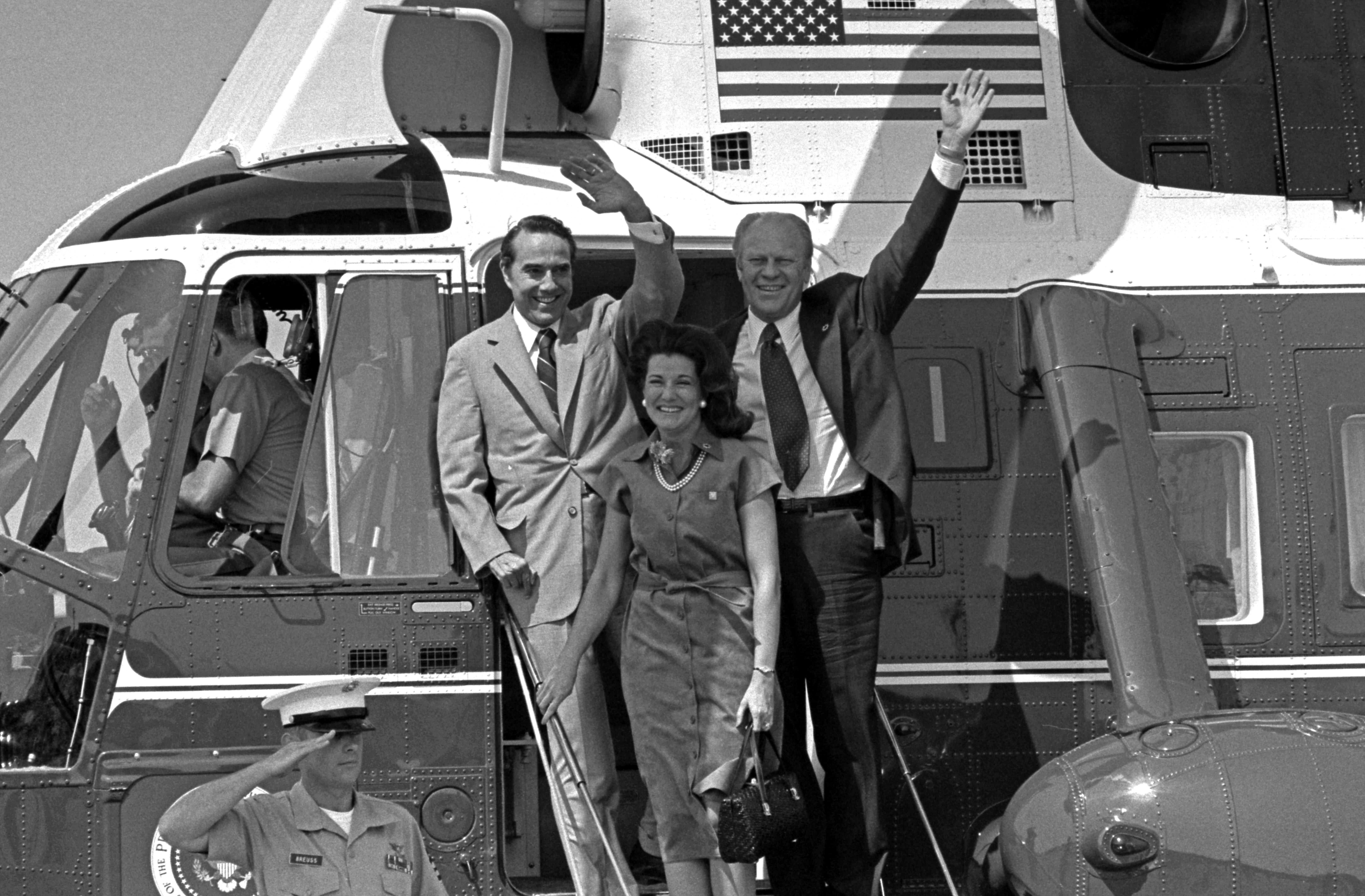
El Senador Dole con el presidente Gerald Ford, en 1976.

En 1976 el presidente Gerald Ford lo seleccionó para que fuera su candidato a la vicepresidencia en las presidenciales de ese año. Dole fue un candidato de consenso que resultaba aceptable para las diferentes facciones dentro del partido. Además aportaba su buen cartel en los estados agrícolas del Medio Oeste que Ford necesitaba si quería ganar las elecciones. Pero finalmente la candidatura Ford-Dole perdió las elecciones por una ajustada diferencia de dos puntos el 2 de noviembre de 1976.
Cuando los republicanos tomaron el control del Senado tras las elecciones de 1980, Bob Dole fue nombrado presidente del poderoso Comité de Finanzas del Senado (1981-1985). Tuvo un importante papel en hacer pasar las propuestas económicas del presidente Ronald Reagan por el Congreso. Conservador fiscal y favorable a los presupuestos equilibrados, siempre desconfío de las políticas de los supply-siders (economistas de la oferta).
Fue también miembro de la Comisión Nacional para la Reforma de la Seguridad Social (1983) y de la Comisión Especial Martin Luther King (1984), encargada de establecer un día festivo en honor al activista afroamericano.
En 1985, tras la retirada del senador Howard Baker (R - Tennessee), Bob Dole fue elegido nuevo Líder de la Mayoría en el Senado (1985-1987). En este cargo su función fue tratar de mantener la disciplina en el voto de los miembros del caucus republicano y tomar el liderazgo en la estrategia para contener el daño que el escándalo Irán-Contra podía causar a la presidencia de Reagan.
A pesar de haber apoyado las reformas fiscales de Reagan cuando lideraba el Comité de Finanzas, cuando el déficit empezó a resultar desproporcionado Dole abogó por una subida de los impuestos. En 1985 presentó un paquete de medidas encaminado a reducir el déficit recortando 300.000 millones de dólares de gasto. El plan recibió en un principio el apoyo de la Casa Blanca, pero tras ser torpedeado en la Cámara de Representantes por los supply-siders, liderados por el congresista Jack Kemp (R - Nueva York), el presidente Reagan retiró su apoyo al plan y este fracasó
Cuando los republicanos perdieron la mayoría en 1986, Dole pasó a ser Líder de la Minoría en el Senado (1987-1995) y más tarde de nuevo Líder de la Mayoría (1995-1996).

### Campaña presidencial de 1988

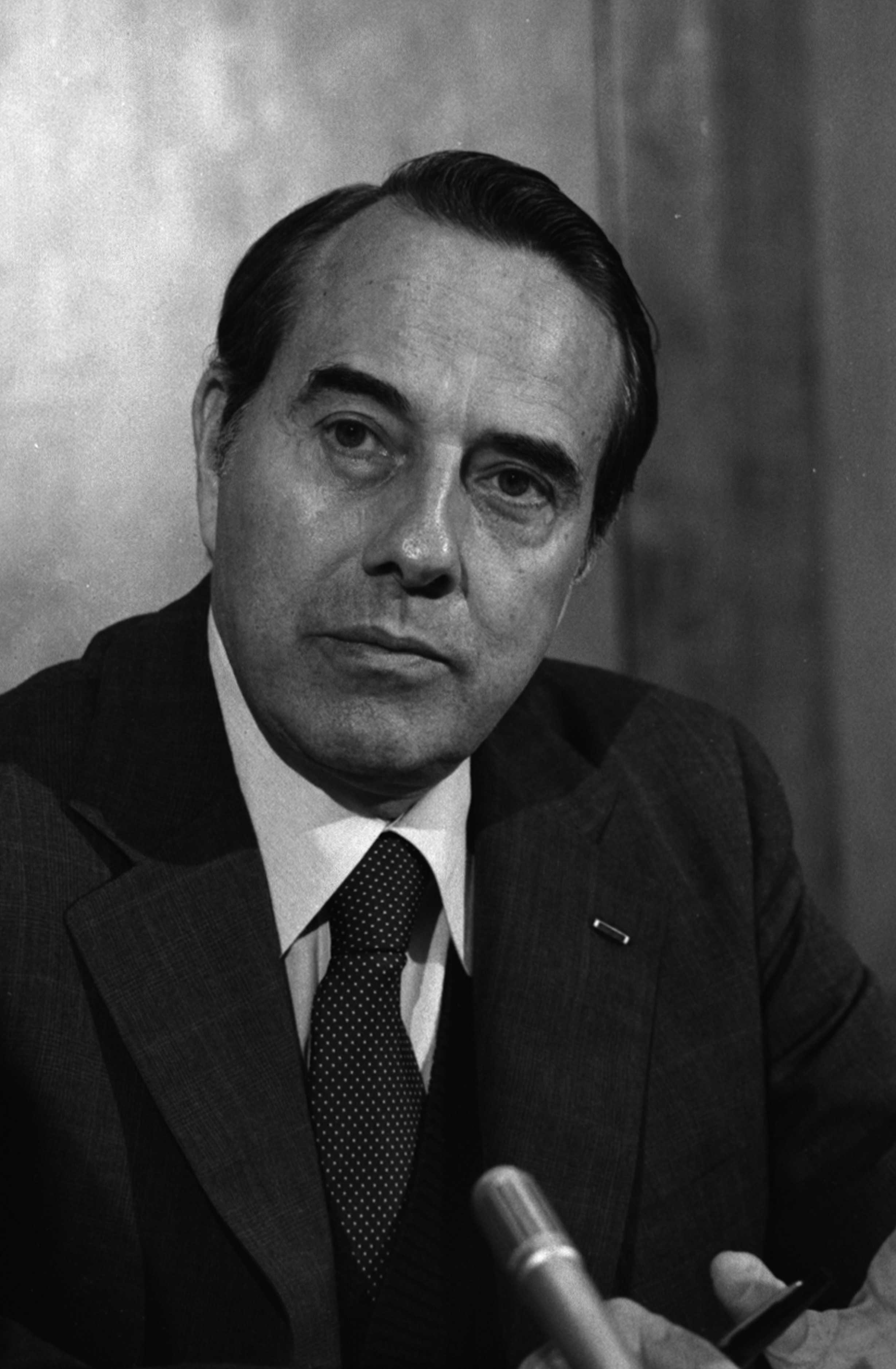
Bob Dole durante su periodo como senador, en 1982.

Tras un primer intento sin demasiada repercusión en 1980, el senador Bob Dole presentó su candidatura a las elecciones presidenciales de 1988. El consenso general de que, tras ocho intensos años de presidencia de Reagan, el Partido Republicano debía optar en 1988 por elevar a un candidato moderado y vinculado al Congreso, favoreció las aspiraciones de Dole.
El aparato tradicional aplaudía su candidatura al tiempo que intentaba desplazar a los cachorros "reaganautas". Así, el escándalo de los predicadores fundamentalistas en 1987 fue utilizado para desacreditar la campaña presidencial del pastor Pat Robertson, al mismo tiempo que los desastres económicos del último año -el lunes negro de 1987 en Wall Street- se convertían en arma arrojadiza contra el cada vez más apagado aspirante presidencial Jack Kemp, considerado durante muchos años como el heredero natural de Reagan.
En ese contexto, el único oponente serio para Bob Dole era el vicepresidente George Bush. El senador Dole venció con contundencia en el caucus de Iowa, donde Bush quedó tercero por detrás de Pat Robertson que fue segundo. Después la campaña se trasladó a Nuevo Hampshire, donde la batalla entre Dole y Bush sería durísima.
Bush, que contaba con el apoyo del gobernador de Nuevo Hampshire, John Sununu, lanzó una serie de anuncios por televisión la semana anterior a la primaria que describían a Dole como favorable a las subidas de impuestos. Prometiendo que él no subiría los impuestos de ser elegido presidente, Bush derrotó a Dole en la primaria del 16 de febrero. Esa misma noche, un enfadado Bob Dole concedió una entrevista a la televisión. "Si no hubiera sido por la falsa propaganda de los últimos tres días, lo hubiera derrotado. Que alguien le diga a George Bush que pare de mentir sobre mi historial" dijo Dole perdiendo el temple.
Los republicanos rápidamente cerraron filas alrededor del nuevo front-runner George Bush y la campaña de Dole no volvió a recuperarse. Dole siguió compitiendo, ganando en el Supermartes una serie de estados como Minnesota, Nebraska o Dakota del Sur, todos del Medio Oeste, pero pronto se retiró y apoyó a George Bush que estaba ganando la mayoría de estados importantes.

### Candidato a la presidencia de Estados Unidos (1996)

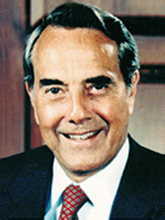
Retrato oficial del senador de los Estados Unidos Bob Dole.

El 10 de abril de 1995, a punto de cumplir los 72 años, el senador Bob Dole anunció de nuevo su candidatura a la presidencia. Esta vez para las elecciones de 1996. Lo hizo en Topeka, frente al Capitolio de Kansas. "Tengo la experiencia. He sido probado, probado y probado de muchas maneras. No tengo miedo de gobernar, y sé cómo hacerlo" fueron sus palabras.
En esta ocasión fue el favorito entre los republicanos desde el principio. Su protagonismo en la arrolladora victoria del GOP en las elecciones legislativas de 1994 había revitalizado su ya vieja figura. Sus rivales no parecían una seria amenaza. Pat Buchanan nunca había sido elegido para un cargo electo; el mismo problema tenía el multimillonario Steve Forbes; el exgobernador Lamar Alexander, de Tennessee, no era conocido a nivel nacional; el senador Phil Gramm, de Texas, no era lo suficientemente carismático; el gobernador Pete Wilson, de California, había retirado su candidatura por falta de apoyos; y el General Colin Powell había descartado presentarse.
El senador Dole comenzó con una cómoda victoria en Iowa, pero poco después Buchanan dio la campanada ganando las primarias de Nuevo Hampshire y creándole un auténtico problema al aparato del partido reunido en torno a Dole. Volvieron para Dole los fantasmas del 88, cuando una derrota en New Hampshire había arruinado su campaña. Pero en esta ocasión no le costó restar credibilidad a la candidatura de Buchanan al poner en duda que este pudiera ser elegido presidente en noviembre.
Se aseguró la nominación tras vencer fácilmente en las primarias del Centro y el Oeste del país, y dimitió de su escaño en el Senado para dedicarse exclusivamente a la campaña. Bob Dole fue confirmado candidato en la Convención Republicana celebrada en San Diego, acompañándole como número dos el excongresista Jack Kemp (R - Nueva York). La selección de Kemp se debió a la necesidad de Dole de exaltar las políticas del "reaganismo" y para dar credibilidad a su promesa electoral de bajar un 15% el impuesto sobre la renta, una toma de posición que suponía un giro en su carrera política. Una contradicción con sus posiciones anteriores. Jack Kemp, con su reputación de "gurú de la economía" en los años de Reagan, ejercería de portavoz perfecto de las propuestas económicas lanzadas sin demasiado entusiasmo por Dole con el único objetivo de ganar votos.
Pero el tema de la campaña no fueron sus recortes de impuestos. Fue la educación, la criminalidad, los beneficios sociales y el futuro. Dole trató de dirigir su campaña sin demasiado éxito hacia la clase media de miras cortas y moral doméstica. Denunció el aumento de consumo de droga entre los adolescentes, atacó la tibieza de Bill Clinton contra el delito e incluso habló de "las familias que viven presas en su propia casa". Pero su mensaje no llegó bien y a veces quedó eclipsado por el de otros republicanos más vigorosos como el presidente de la Cámara de Representantes, Newt Gingrich.
Dole tenía un discurso pausado, con cadencia de Kansas. Poseía un agudo sentido de lo que es posible y cumplible y eso lo diferenció de sus pares republicanos. Los electores sabían que un gobierno suyo se distinguiría por ser más práctico que revolucionario. Considerado el mejor senador de los últimos 30 años, su humor y su rectitud no disimulaban su falta de carisma frente a un Bill Clinton joven que había logrado reactivar la economía.
En 1996, el guion básico de la campaña se planteó como "el desventurado Dole frente al irresistible Clinton". Pero cuando hacia el final del proceso, ese esquema quedó parcialmente eclipsado por las informaciones sobre donativos de origen dudoso a favor de Clinton, fue el presidente el que se encontró en un aprieto y quien sufrió un resbalón. Pero el repunte de Dole en las últimas semanas de campaña llegó demasiado tarde, por lo que en las elecciones presidenciales del 5 de noviembre de 1996 Clinton fue el ganador, obteniendo 47.400.125 votos populares equivalentes al 49,23% del total de los sufragios y venciendo en 31 Estados y el Distrito de Columbia. Bob Dole logró 39.198.755 votos populares, que equivalían al 40,72% del total y ganó en 19 Estados del Sur, Centro y Oeste. Ross Perot, que se presentó como independiente, obtuvo 8.085.402 votos populares, equivalentes al 8,40% de los sufragios emitidos; Ralph Nader, candidato del Partido Verde, obtuvo 685.297 votos populares que equivalían al 0,71%. Harry Browne del Partido Libertario obtuvo 485.798 votos populares, un 0,50%; y otros candidatos minoritarios sumaron 420.024 votos populares, un 0,44%. En el Colegio Electoral, Clinton obtuvo 379 electores y Dole tuvo 159 electores.

## Vida personal
Bob Dole estuvo casado desde 1975 con Elizabeth Dole. Su esposa fue senadora por Carolina del Norte y fue en el pasado secretaria de Transportes (1983-1987) y secretaria de Trabajo (1989-1990). Anteriormente Bob Dole estuvo casado con Phyllis Holden, de quien se divorció en 1972. Sin embargo su esposa en la elección del 2008 para el Senado fue derrotada en la elección y dejó dicha cámara el 6 de enero de 2009.
En febrero de 2021, Bob Dole anunció que padecía cáncer de pulmón, en Fase 4.
Bob Dole falleció finalmente el 5 de diciembre de 2021 mientras dormía a consecuencia del cáncer de pulmón que padecía.

## En la cultura popular
Bob Dole apareció caricaturizado, como parte de una sátira política en el segmento "Ciudadano Kang", perteneciente al episodio Especial de Halloween VII, de la octava temporada de la popular telecomedia Los Simpson. En dicha historia, Dole aparecía caricaturizado junto a su rival en las urnas, Bill Clinton, siendo ambos secuestrados y sustituidos por Kang y Kodos.